# لير داجا
لير داجا (بالألبانية: Ilir Daja‏) (20 أكتوبر 1949 بتيرانا في ألبانيا - ) هو لاعب كرة قدم ألباني في مركز الوسط. لعب مع دينامو تيرانا.

## وصلات خارجية
- لير داجا على موقع قاعدة بيانات كرة القدم.إي يو (الإنجليزية)
- لير داجا على موقع Soccerway.com (الإنجليزية)
- لير داجا على موقع عالم كرة القدم.نت (الإنجليزية)